# Joint Task Force
Joint Task Force – komputerowa strategiczna gra czasu rzeczywistego, wyprodukowana przez węgierskie studio Most Wanted Entertainment i wydana 12 września 2006 roku na PC przez Activision Blizzard.

## Rozgrywka
Gracz kieruje wyłącznie jednostkami Joint Task Force. 20 misji zostało podzielonych na pięć kampanii: Bałkany, Irak, Afganistan, Somalia i Ameryka Południowa.
Gracz rozpoczyna rozgrywkę z określoną liczbą jednostek, kolejne (dostarczane są bezpośrednio na pole walki) gracz może dokupywać za posiadane pieniądze. Żołnierze mogą wchodzić do budynków oraz używać pojazdów (m.in. koparka) na jakie natrafią. Jednostki po wygranych walkach otrzymują doświadczenie aby ostatecznie uzyskać status herosa, możliwe jest także ich dozbrojenie zapocą m.in. karabin lub wyrzutni rakiet.
W grze zawarty został edytor, który umożliwia tworzenie nowych map.
Joint Task Force zawiera także tryb gry wieloosobowej poprzez sieć lokalną i Internet. Dostępne są trzy tryby gry wieloosobowej – Deathmatch, Domination i Cooperative. Gracze mogą kierować siłami Joint Task Force lub terrorystów.